# Glass Houses
Glass Houses es el séptimo álbum de estudio de Billy Joel publicado en 1980 por Columbia Records. Contiene la primera canción de Joel, «It's Still Rock and Roll to Me», que el 14 de junio y durante seis semanas alcanzó el número 1 en Billboard. El álbum se caracteriza por contener temas energéticos, fuertes y rítmicos.

## Producción
Con el éxito previo de sus dos trabajos anteriores, The Stranger (1977) y 52nd Street (1978), que le proporcionaron amplio reconocimiento popular pero no necesariamente grandes críticas, Glass Houses es un álbum que tiene más sentimiento de "hard rock" que anteriores álbumes de Billy Joel. El álbum, que se inicia con el sonido de un cristal rompiéndose, fue concebido como un guiño al punk en general y al segundo álbum de The Jam, This Is the Modern World (1977), particularmente.

## Lista de canciones
Todas las canciones escritas por by Billy Joel.
| Lado Uno |                                |          |  |
| N.º      | Título                         | Duración |  |
| 1.       | «You May Be Right»             | 4:15     |  |
| 2.       | «Sometimes a Fantasy»          | 3:40     |  |
| 3.       | «Don't Ask Me Why»             | 2:59     |  |
| 4.       | «It's Still Rock & Roll to Me» | 2:57     |  |
| 5.       | «All for Leyna»                | 4:15     |  |

| Lado Dos |                                   |          |  |
| N.º      | Título                            | Duración |  |
| 6.       | «I Don't Want to Be Alone»        | 3:57     |  |
| 7.       | «Sleeping With the Television On» | 3:02     |  |
| 8.       | «C'Était Toi (You Were the One)»  | 3:25     |  |
| 9.       | «Close to the Borderline»         | 3:47     |  |
| 10.      | «Through the Long Night»          | 5:15     |  |

## Recepción
La respuesta a este álbum fue variada. Si bien comercialmente fue un éxito al permanecer durante 73 semanas en las listas de ventas Billboard Glass Houses decepcionó a muchos admiradores de mucho tiempo mientras que al mismo tiempo atrajo a una nueva generación de aficionados. 
Stephen Thomas Erlewine en su reseña para AllMusic lo considera "un notable catálogo de estilos pop contemporáneos, desde la fantasía de McCartney («Don't Ask Me Why») y arena rock («All for Leyna») hasta el soft rock («C'etait Toi [You Were the One]») y el estilo pop new wave («It's Still Rock and Roll to Me» que, irónicamente, está más cerca del pop new wave que del rock). Eso no es un desmerecimiento, es la fuerza del álbum.(...) Puede que no sea punk -quizá sea el concepto de punk de Joel- pero Glass Houses es lo más cercano que Joel ha tenido a un álbum de puro rock."